# Leo Geurtjens
Peter Leonardus (Leo) Geurtjens (Horst, 15 maart 1924 – 5 april 2020) was een Nederlands beeldhouwer.

## Leven en werk
Geurtjens was een leerling van Charles Vos, hospitant van de Bossche Koninklijke School voor Beeldende Kunsten en studeerde aan de Middelbare Kunstnijverheidsschool en Jan van Eyck Academie in Maastricht, onder leiding van Oscar Jespers. Hij maakte figuratief werk. Hij werd docent aan de Fontys Academie voor Beeldende Vorming in Tilburg, tot zijn leerlingen behoorden Frans Megens en Niko de Wit.

## Enkele werken
- 1953: Lieve Vrouwebeeld of Mariabeeld, Stationsweg, 's-Hertogenbosch
- 1953: Grafsteen met reliëf Heilige Familie voor de grafkapel van pater Jean-Baptiste Berthier in Grave
- 1957: Bakstenen gevelreliëfs en gepolychromeerde heiligenbeelden binnen (Antonius, Maria, Jozef, Theobaldus) voor de Sint Theobalduskerk in Overloon
- 1958: Zoete lieve Gerritje, Lepelstraat / Korenbrugstraat, 's-Hertogenbosch
- 1959: Vlucht van de techniek, Academielaan, Raamsdonksveer
- 1960: Bakstenen gevelreliëfs en doopvont voor de Sint-Petrus'-Bandenkerk in Son
- 1960: Entreepartij voor begraafplaats aan de Kerkhoflaan, Eindhoven
- 1965: Zwanen, Gildeweg, Gorinchem
- 1965: Reliëfs voor hoogaltaar van de Onze Lieve Vrouw van de Rozenkranskerk in Vinkel
- 1968: Jonas en de walvis, op de Muntelbrug in 's-Hertogenbosch
- 1977: Antonius met het varken, Brink, Sint Anthonis
- Vissenduet, Kromstraat, Nistelrode
- Het vrouwke op de fiets, Lidwinastraat / Brabantlaan, Vught

## Foto's

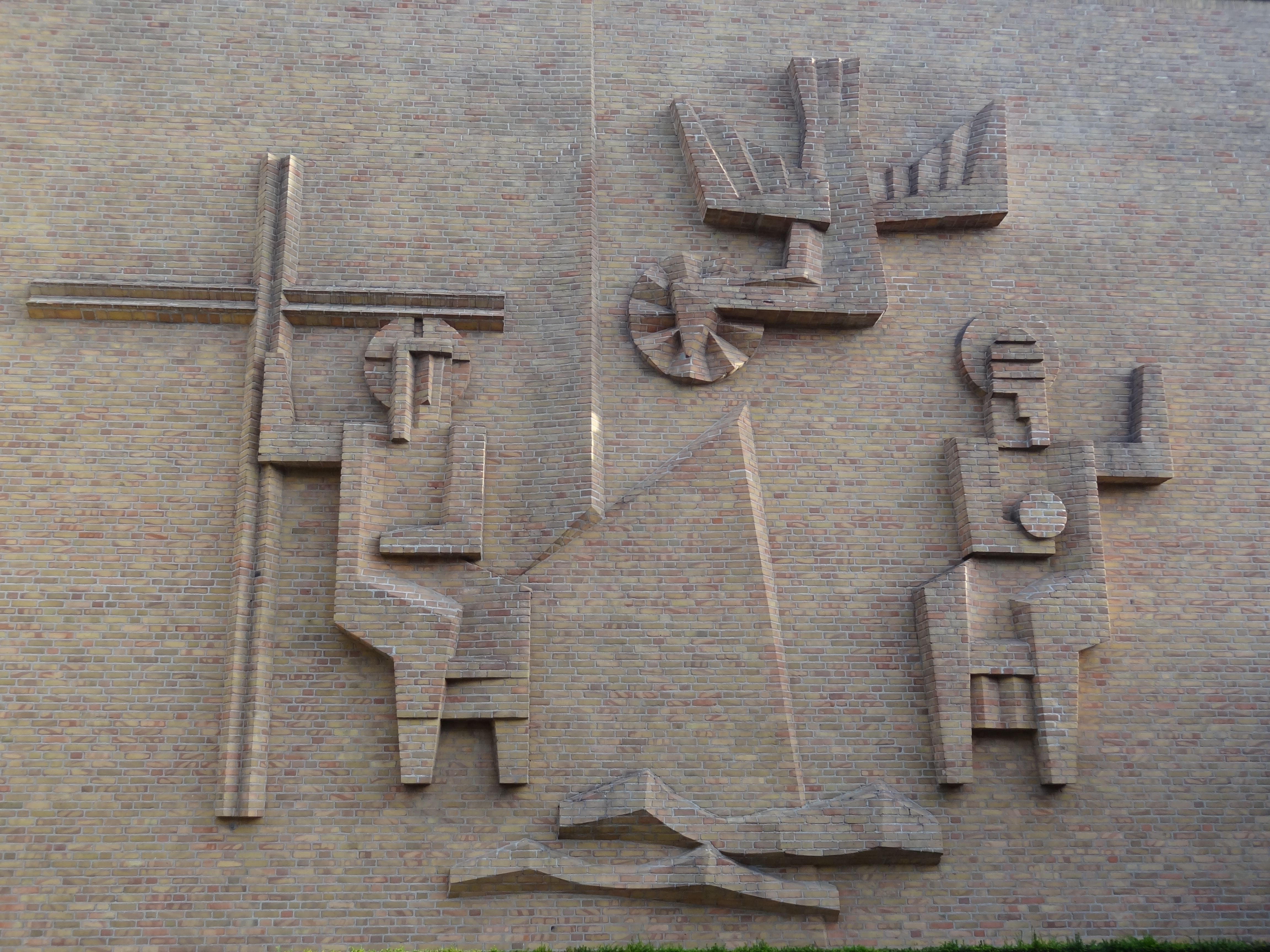
Reliëf (1957) Sint Theobaldus en Antonius van Paduakerk, Overloon
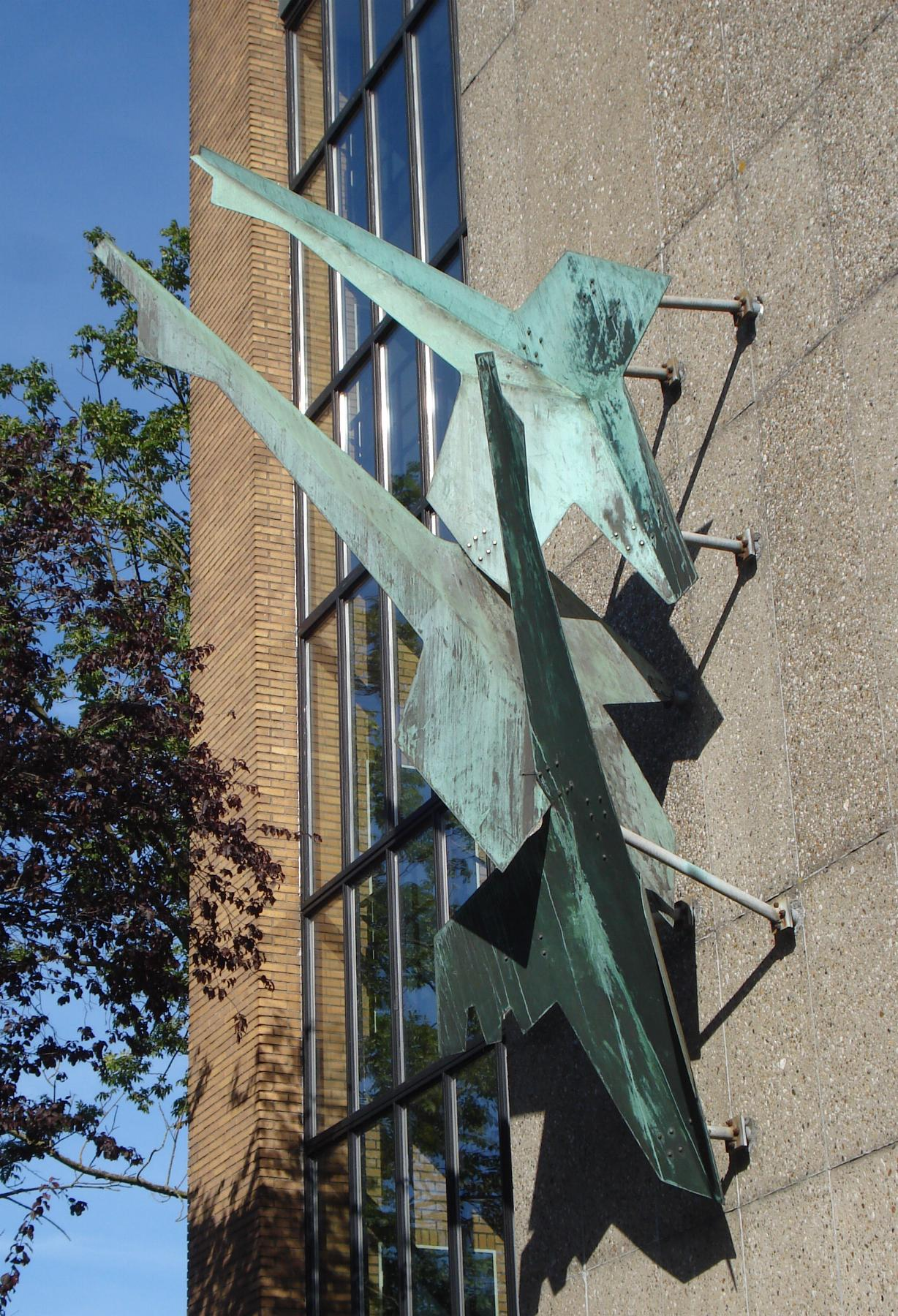
Zwanen (1965), Goninchem
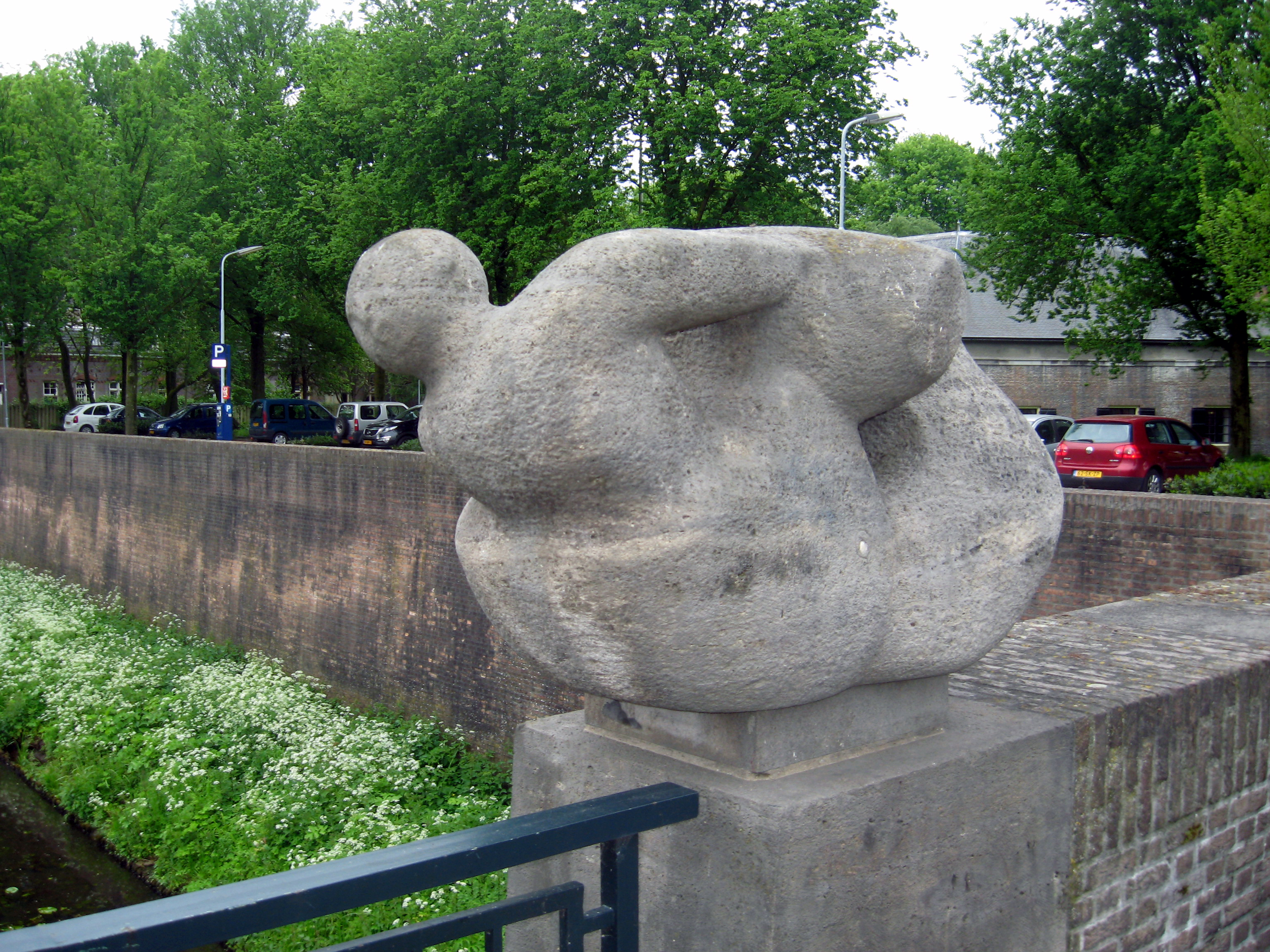
Jonas en de walvis (1968), Den Bosch
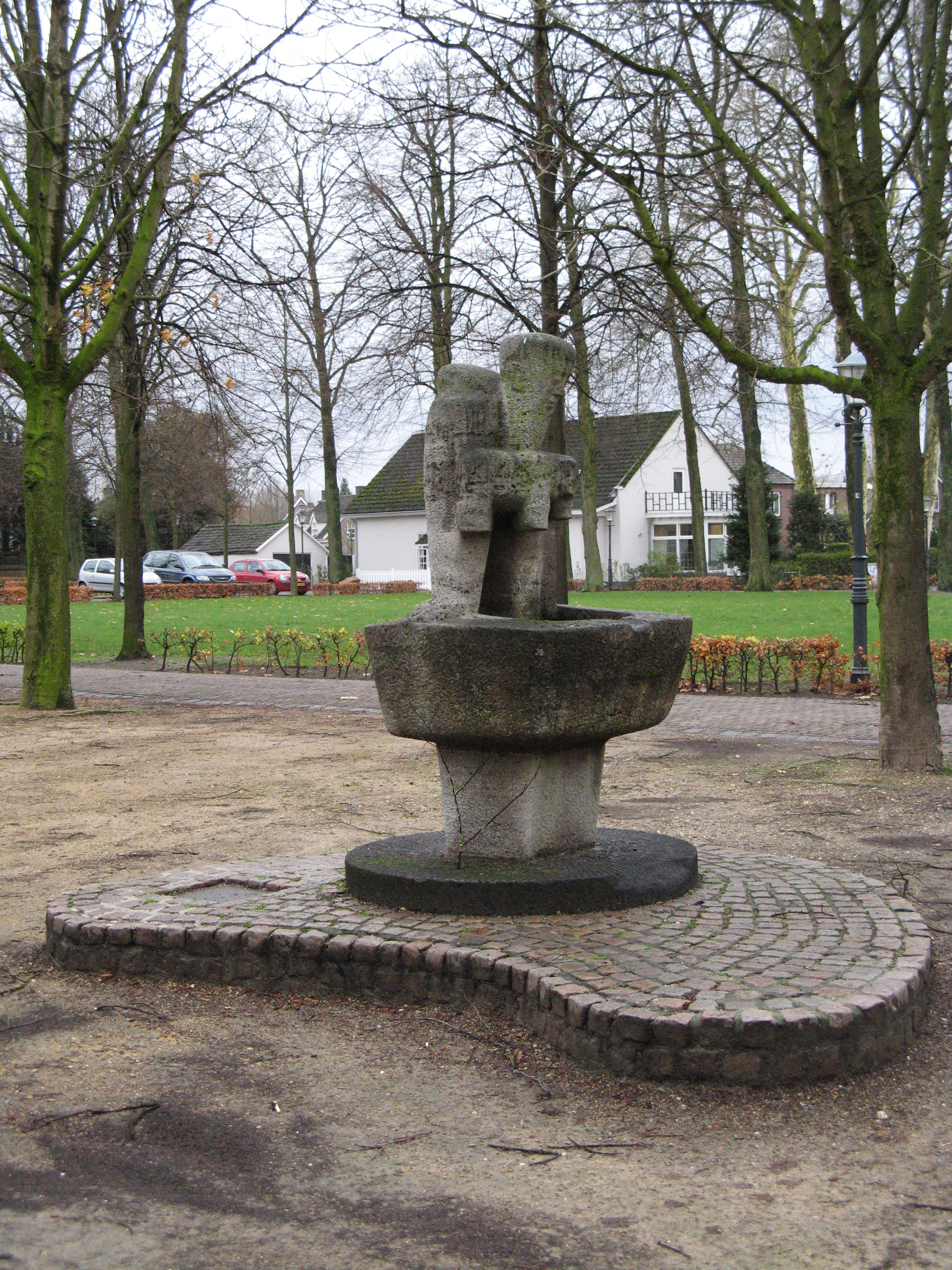
Antonius met het varken (1977), Sint Anthonis

- RKD-Nederlands Instituut voor Kunstgeschiedenis: 31242